# Pavetta brunonis
Pavetta brunonis är en måreväxtart som beskrevs av Nathaniel Wallich och George Don jr. Pavetta brunonis ingår i släktet Pavetta och familjen måreväxter. Inga underarter finns listade i Catalogue of Life.